# Johnston McCulley

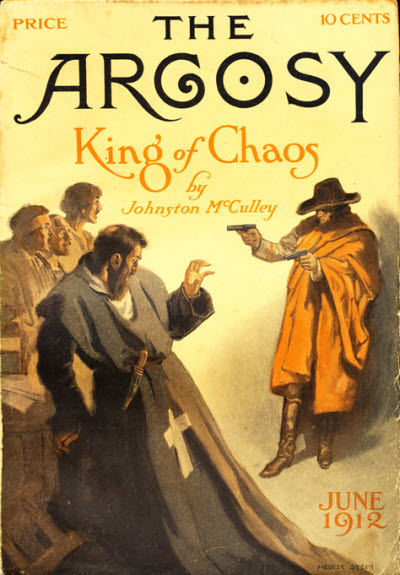
"King of Chaos" de Johnston McCulley, revista The Argosy, 1912

Johnston McCulley (2 de Fevereiro de 1883 - 23 de Novembro de 1958) foi um escritor estadunidense, autor de centenas de histórias, cinquenta romances, vários roteiros para cinema e televisão, notável por ter criado a história do Zorro. 
Muitos de seus romances e contos foram escritos sob pseudônimo de Harrington Strong, Raley Brien, George Drayne, Monica Morton, Rowena Raley, Frederic Phelps, Walter Pierson, John Mack Stone, entre outros.
McCulley iniciou a carreira com repórter policial do The Police Gazette e serviu como um oficial de relações públicas do exército durante a Primeira Guerra Mundial. De um escritor amador, ele se tornou um escritor de revista pulps e roteirista, muitas vezes usando o Sul da Califórnia como cenário.
Além de Zorro, McCulley criou muitos outros personagens para os pulps, incluindo a Black Star, The Spider, The Mongoose, e Thubway Tham. Muitos de seus personagens serviram de inspiração para heróis mascarados  da cultura pop até mesmo nos dias atuais.

## Obra
Alguns dos contos de McCulley estão disponíveis em publicações das editoras Wildside Press e Altus Press. Pulp Adventures Inc. publicou dois volumes de bolso de muitas das histórias originais Zorro.

### Zorro
O personagem de McCulley foi publicado pela primeira vez na história "The Curse of Capistrano", publicada em revista pulp All-Story Weekly.
Zorro tornou-se seu personagem mais duradouro, aparecendo em quatro romances (os três últimos foram todos publicados na Argosy Magazine, revista que absorveu All-Story). O primeiro apareceu em 1919, o segundo em 1922, houve um hiato significativo até o terceiro romance Zorro Rides Again, que só foi publicado em 1931. The Curse of Capistrano havia chegado as telas do cinema em 1920, no filme mudo The Mark of Zorro, estrelado por Douglas Fairbanks. 
A popularidade do personagem levou a três novelas publicadas na Argosy: The Further Adventures of Zorro (1922), Zorro Rides Again  (1931), and The Sign of Zorro (1941). Além disso, escreveria outros romances e contos ambientados no início da Califórnia espanhola e que não tiveram Zorro como o personagem principal. O último romance foi The Sign of Zorro lançado em 1941, publicado um ano após o lançamento do remake de The Mark of Zorro, estrelado por Tyrone Power e Linda Darnell.
McCulley assinou um contrato com a revista pulp West para publicar um novo conto de Zorro a cada edição da mesma. A primeira dessas histórias foi publicada em julho de 1944 e a última em julho de 1951, a edição final da publicação. A todo, cinquenta e três aventuras foram publicadas na revista. Uma história adicional (possivelmente uma história originalmente escrita para West, que fico guardada) apareceu na revista na edição de maio 1954 da revista Max Brand's Western Magazine. A última história de Zorro escrita pelo autor, foi publicada em Abril de 1959 pela Short Story Magazine, publicada após a morte de McCulley e quando o personagem possuía uma popular série de TV produzida pela Walt Disney.

### Black Star
Provavelmente, o seu segundo personagem mais popular das pulps foi "The Black Star", a mente criminosa, que é perseguido por Roger Verbeck-Flagellum e Muggs, um solteirão milionário e seu sócio ex-bandido. Black Star apareceu pela primeira vez na revista  Detective Story Magazine  da editora Street & Smith em 5 de marco de 1916.
Essas histórias eram muito populares com os leitores de Detective Story Magazine e alguns deles foram republicadas pela Chelsea House, uma divisão da Street & Smith, em uma série de livros baratos de capa dura. O personagem durou até o final de 1930.

### The Spider
The Spider foi um outro vilão de longa duração, e considerado por alguns um significativo supervilão pulp. The Spider apareceu em 11 contos e três antologias entre 1918 e 1930.

### The Crimson Clown
The Crimson Clown apareceu em Detective Story Magazine no início de 1926, e imediatamente atraiu o interesse dos leitores, tanto que a Street & Smith publicou antologias de capa dura de suas aventuras. The Crimson Clown (1927) foi criado às pressas para mostrar que havia material suficiente para publicar uma antologia. No ano seguinte, foi publicado The Crimson Clown Again.
The Crimson Clown é Delton Prouse, um jovem rico e solteiro, veterano da Primeira Guerra, explorador, e aventureiro que atual como um moderno Robin Hood, roubando o dinheiro de pessoas suficientemente ricas e distribuindo para vítimas indefesas ou organizações dignas. Ele se veste com uma roupa de palhaço em sua maioria brancas e usa uma pistola de gás lacrimogêneo (mais tarde, isso se tornou uma "arma de gás"). 
No final de 1931, McCulley deixou de escrever histórias do personagem.

### Filmografia
McCulley  escreveu algumas histórias para os cinemas:
- Ruth of the Rockies, 1920, história
- Captain Fly-by-Night, 1922, história
- Ride for Your Life, 1924, história
- The Ice Flood, 1926, história
- The Red Rope, 1937, história
- The Trusted Outlaw, 1937, história
- Rootin' Tootin' Rhythm, 1937, história
- Rose of the Rio Grande, 1938, história
- Doomed Caravan, 1941, roteiro
- Overland Mail, 1942, história
- Don Ricardo Returns, 1946, história
- The Mark of the Renegade, 1951, história
- The Black Pirates, 1954, história

## Morte
Johnston McCulley morreu em 23 de novembro de 1958, em Los Angeles, Califórnia.